# 在韓米軍地位協定
在韓米軍地位協定（ざいかんべいぐんちいきょうてい）、U.S.–South Korea Status of Forces Agreement、米韓SOFA。正式名称「大韓民国とアメリカ合衆国との間の相互防衛条約第4条に基づく施設及び区域並びに大韓民国における合衆国軍隊の地位に関する協定」（だいかんみんこくとアメリカがっしゅうこくとのあいだのそうごぼうえいじょうやくだいよんじょうにもとづくしせつおよびくいきならびにだいかんみんこくにおけるがっしゅうこくぐんたいのちいにかんするきょうてい、Agreement under Article 4 of the Mutual Defence Treaty between the Republic of Korea and the United States of America, Regarding Facilities and Areas and the Status of United States Armed Forces in the Republic of Korea）は、1953年10月1日に、米韓相互防衛条約第4条に基づき、大韓民国とアメリカ合衆国の間で締結された地位協定。在韓米軍の駐屯に必要な施設と区域の提供、返還、警備及び維持などを定めている。この協定は、米韓相互防衛条約が有効な期間に限り、効力を持つ。

## 締結と改訂
1950年6月25日に朝鮮戦争が勃発すると、同年6月27日と7月7日に承認された国際連合安全保障理事会決議と、1953年10月1日に締結された米韓相互防衛条約によって、韓国にアメリカ軍が配置された。それに伴い、在韓米軍の駐屯に必要な詳細な手続きなどを定めた米韓SOFAが、1966年7月9日に韓国政府代表の李東元外務部長官とアメリカ政府代表のディーン・ラスク国務長官によって署名され、1967年2月9日に発効、1991年2月1日に1次改訂、2001年2月28日に2次改訂がなされた。
2次改訂で、米韓両国は殺人・強姦・放火・麻薬取引など12種類の悪質な犯罪に対する米軍被疑者の身柄引き渡し時期を、改訂前の「裁判が終結した時点」から「起訴の時点」にまで早め、更に大韓民国からの引き渡し要求があった場合、起訴前でも被疑者の引き渡しが可能と定めた。
また、両国は米軍に韓国の環境関連法令を尊重することを求める環境条項を、法的効力がある合意議事録に規定し、これを根拠とした「環境保護に関する特別了解覚書」を締結するなど。環境条項新設にも合意した。特別了解覚書には、米軍内施設の環境関連共同調査のための出入り手続きの新設、アメリカ側による環境管理実績評価の実施、主要汚染源の除去努力原則などを盛ることとした。
労務問題に関しては、米軍基地内の韓国人勤労者達の労動争議冷却期間を、現行の70日から45日に縮める一方で、これら韓国人勤労者に対する解雇要件を厳格にするなど、国内労動法適用排除基準を以前より更に強化した。
これ以外に、両国は米軍食品用で輸入される動植物と生産物に対して合同検疫を実施し、米軍基地内の施設物が地域社会の健康・公共安全に影響を及ぼす場合、これら施設物の改造・解体・伸縮・改築などの計画を事前協議する事を定めたほか、在韓米軍クラブやゴルフ場など免税恩恵を受ける非歳出資金機関に対する韓国人の出入り規制を強化するための新しい手続きも定められた。
これに対して、悪質な米軍犯罪者身柄引き渡し時点を繰り上げたという成果と共に、環境条項を新設したことは高く評価されたものの、環境犯罪行為者の処罰と原状復旧規定が含まれていないことが惜しまれることとなった。

## 構造
米韓SOFAは、大きく全文 31条になった本文と後続文書である合意議事録、了解事項、交換書簡など3種の文書で構成されており、その他了解覚書及び合同委員会合意事項などがこれを補う形となっている。
主要内容はアメリカの定義、施設と区域、公益事業と用役、受け入れ国の法令の尊重、出入国、通関と関税、船舶と航空機のトランジットなど在韓米軍と係わる事項である。中でも、刑事裁判権は特に重要視されており、協定第22条によると
と規定している。

## 在韓米軍のエリア別配置
- Area I：USAG Red Cloud（キャンプ・レッド・クラウド）
- Area II：USAG Yongsan（龍山基地）
- Area III：USAG Humphreys
- Area IV：USAG Daegu（キャンプ・キャロル（朝鮮語版）、キャンプ・ヘンリー（朝鮮語版）等）
- Area V：Osan（烏山空軍基地）
- Area VI：Kunsan（群山空港）